# Victor Pestoff
Victor Alexis Pestoff, född den 24 januari 1941 i USA, är en amerikanskfödd svensk statsvetare.
Pestoff genomgick sin grundutbildning i Long Beach, Kalifornien och tog sin kandidatexamen 1963. Han kom därefter till Europa och studerade bl.a. i Stockholm, Paris och Oslo innan han lade fram sin doktorsavhandling, Voluntary associations and Nordic party systems: a study of overlapping memberships and cross-pressures in Finland, Norway and Sweden, vid Stockholms universitet 1977. Åren därefter undervisade och forskade han vid Stockholms universitetet, Södertörns högskola, Mittuniversitetet och Ersta Sköndal Bräcke högskola. Han har haft långtgående samarbete med universiteten i Helsingfors, Roskilde, Kanazawa och Osaka.